# Parancistrocerus pruinosus
Parancistrocerus pruinosus är en stekelart som först beskrevs av Smith 1857.  Parancistrocerus pruinosus ingår i släktet Parancistrocerus och familjen Eumenidae. Inga underarter finns listade i Catalogue of Life.